# Bonifacio Bembo

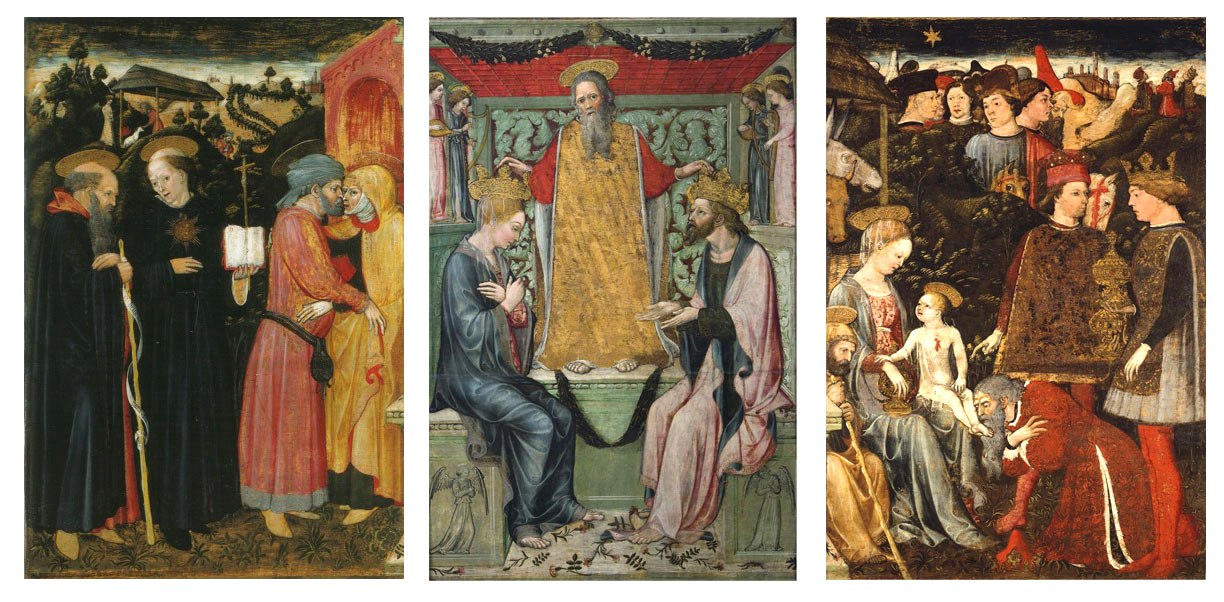
Bacio tra sant’Anna e san Gioacchino alla Porta d’Oro (Denver Art Museum); Incoronazione di Gesù e della Vergine (Cremona, Museo Civico Ala Ponzone); Adorazione dei Magi (Denver Art Museum)

Bonifacio Bembo (Brescia, 1420 – Milano, 1480) è stato un pittore e miniatore italiano attivo fra il 1447 e il 1477.

## Biografia
Di origine cremonese, figlio del pittore Giovanni e fratello degli artisti Benedetto e Ambrogio.
Di formazione artistica tardogotica, fu attratto dagli ideali rinascimentali e, dopo aver conosciuto Gemisto Pletone, ne assorbì l'idealismo neoplatonico esprimendolo nel simbolismo dipinto sui suoi celebri Tarocchi, realizzati con straordinaria tecnica miniaturistica per il duca di Milano Filippo Maria Visconti, verso il 1442, e in seguito per Francesco Sforza e la sua consorte, Bianca Maria Visconti. 

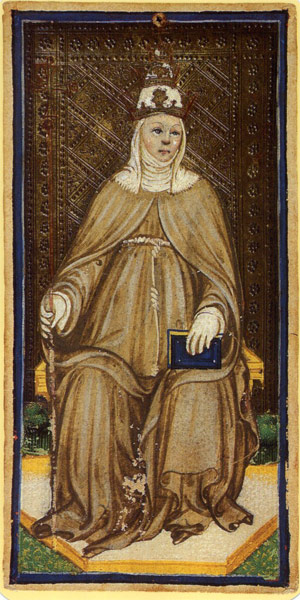
Bonifacio Bembo, La papessa, dai "Tarocchi Visconti-Sforza"

Lavorò soprattutto per conto dei duchi di Milano grazie ai quali effettuò una intensa attività artistica in tutta la regione lombarda. Fu chiamato spesso a operare a Milano e Pavia lasciando ai fratelli la gestione della bottega cremonese, fondata attorno al 1420 dal padre Giovanni.
Il trittico oggi diviso tra il Museo Civico “Ala Ponzone” di Cremona e l’Art Museum di Denver, negli Stati Uniti, con Bacio tra sant’Anna e san Gioacchino alla Porta d’Oro, Incoronazione di Gesù e della Vergine, Adorazione dei Magi, secondo la studiosa statunitense Evelyn Welch è da identificare come una pala proveniente dalla chiesa di Sant’Agostino a Cremona nella cappella dedicata ai santi Daria e Crisante, celebrante la ricorrenza del matrimonio tra Bianca Maria e Francesco Sforza, avvenuto il 25 ottobre del 1441.
Tra le sue più famose opere pittoriche troviamo gli affreschi della chiesa di Sant'Agostino a Cremona e i ritratti di Francesco Sforza e di sua moglie Bianca Maria Visconti, dipinti nel 1462 e attualmente conservati alla Pinacoteca di Brera (Milano). Nel 1476 dipinse gli affreschi della Processione dei Magi e dell'Annunciazione nella Cappella del Collegio Castiglioni a Pavia. Altre opere sono le 289 illustrazioni del Codice Palatino 556 comprendenti Storie di Tristano, Lancillotto, le tavolette con Storie dell'Antico Testamento, il ciclo di affreschi con Storie della Vergine.

Al Bembo è attribuito un trittico conservato nella Pieve di Santa Maria in Carpino di Carpenedolo (Bs), e gli affreschi della cappella del castello di Monticelli d'Ongina.

## Opere
Su numerose delle opere elencate, spesso riferite alla "bottega di Bonifacio Bembo", in molti casi la critica discute se siano da attribuirsi alla mano di Bonifacio, dei fratelli Benedetto, Ambrogio o Gerolamo, o ad altri collaboratori. 
- il Salterio diurno ora a Mirandola, Centro Culturale Polivalente (considerato la prima opera di Bonifacio, del 1442)
- illustrazioni del manoscritto Palatino 556 della Biblioteca Nazionale Centrale di Firenze, Historia di Lancillotto del Lago[6] (1446)
- Offiziolo miniato per i frati ospitalieri di S. Antonio di Cremona, 1452
- Decorazione ad affresco della volta e dell’abside, 1440-1445 circa, Cremona, Sant’Agostino, cappella Cavalcabò
- Pala dei santi Crisante e Daria, per un altare della Chiesa di Sant'Agostino a Cremona, perduta o da riconoscere nel trittico conservato tra Cremona e Denver (vedi sotto)
- Ritratti dei duchi Bianca Maria e Francesco Sforza, cappella Cavalcabò in S. Agostino a Cremona
- Madonna con il Bambino in trono e due angeli, 1464-1467, (il manto è di Boccaccio Boccaccino, 1507) Cremona, Museo Civico “Ala Ponzone”, già sull’altare maggiore del Duomo
- Madonna con il Bambino in trono, santi e un donatore, 1455-1460 circa, Cremona, Sant’Omobono
- Mazzi di Tarocchi Visconti-Sforza, fra cui i nuclei maggiori sono:
  - I Tarocchi Visconti di Modrone (o Tarocchi Cary-Yale) sono il più antico mazzo di Tarocchi conosciuto, conservato oggi alla Biblioteca dell'Università di Yale.
  - Il mazzo Brera-Brambilla, Quarantotto carte da tarocco, dal 1971 di proprietà della Pinacoteca di Brera (Milano). Fu realizzato dalla bottega cremonese del Bembo tra il 1442 e il 1444 circa per il duca di Milano Filippo Maria Visconti[7].
  - Il mazzo Pierpont-Morgan Bergamo, detto anche Colleoni-Baglioni e di Francesco Sforza, risale al 1451 circa. In origine era composto da 78 carte (22 trionfi di cui ne restano 20). Sono quindi rimaste 74 carte: 35 si trovano nella biblioteca Pierpont-Morgan a New York,  26 presso l'Accademia Carrara e 13 fanno parte della collezione privata della famiglia Colleoni di Bergamo.

- decorazione delle sale del castello di Pavia con "soggetti" dettati dal duca Galeazzo Maria Sforza, 1469, perduta
- decorazione della cappella ducale nel castello sforzesco di Milano, condotta con Stefano De Fedeli e Giacomino Vismara, del1473
- affreschi della cappella di S. Maria di Caravaggio, perduti
- trittico con la Incoronazione (Museo di Cremona) Incontro di Gioachino ed Anna, Epifania (ora a Denver, Colorado)
- quarantasei tavolette da soffitto con Storie della Genesi e di Giuseppe che in origine ornavano un ambiente al piano terreno di palazzo Meli a Cremona, ora nel Museo Ala Ponzone, realizzate in collaborazione con il fratello Ambrogio
- San Lorenzo e santo Martire, detti Santi Harris, Leicester (New Walk Museum and Art Gallery)[8]
- i Santi Giuliano e Giacomo Maggiore, Pinacoteca di Brera (Milano)
- San Francesco riceve le stigmate, tempera e oro su tavola trasportato su tela, Bergamo, Accademia Carrara, 1460 circa,
- Ascensione di Cristo, tavola. Milano, collezione Saibene
- Profeti nel chiostro di Santa Maria di Castello a Genova
- affreschi della cappella del Collegio Castiglioni a Pavia
- Genealogia dei Principi d'Este, manoscritto membranaceo Ms.Vitt.Em.293 Biblioteca nazionale centrale di Roma[9], 1471-1474
- affreschi nella cappella della Rocca di Monticelli d’Ongina, eseguiti per Carlo Pallavicino dopo l’elezione a vescovo di Lodi nel 1456, le Storie di san Bassiano, i Profeti, le lunette con San Giorgio e la principessa, la Crocifissione e la Deposizione (in corso di attribuzione ai fratelli)
- Madonna della cintola, Ubicazione ignota (già Lucca, collezione Vangelisti) 1447-1452 circa
- San Giorgio (?), Châalis, Musée Jacquemart-André, 1450 circa
- Crocifissione tra san Nicola da Tolentino e san Bernardino da Siena, Firenze, collezione Acton
- Incoronazione di Cristo e di Maria da parte di Dio Padre, 1445-1450 circa, Avignone, Musée du Petit Palais

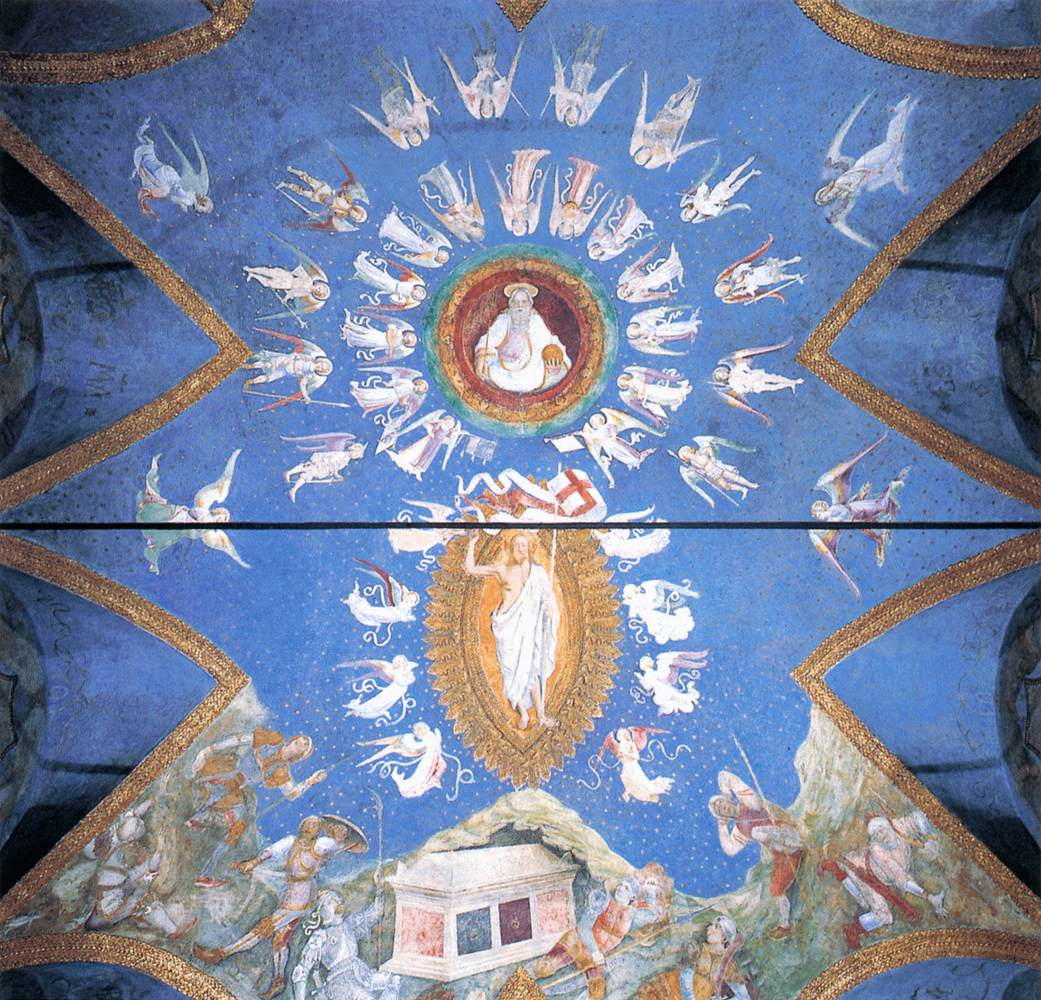
Cappella ducale, Castello Sforzesco (Milano).
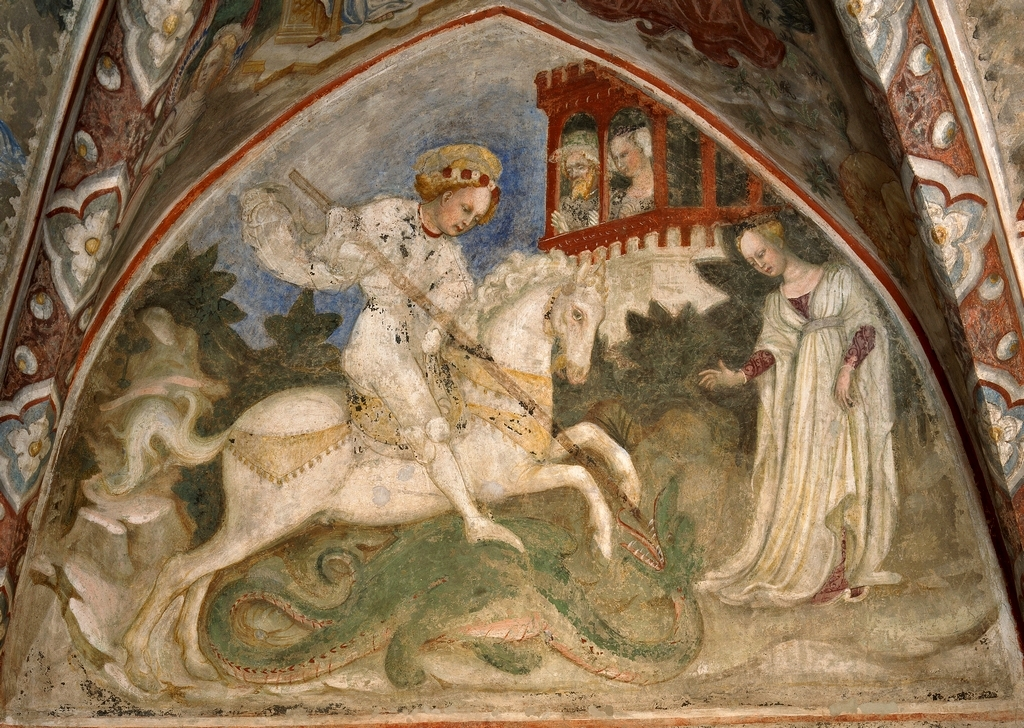
San Giorgio, Cappella di Corte, Rocca di Monticelli d'Ongina.
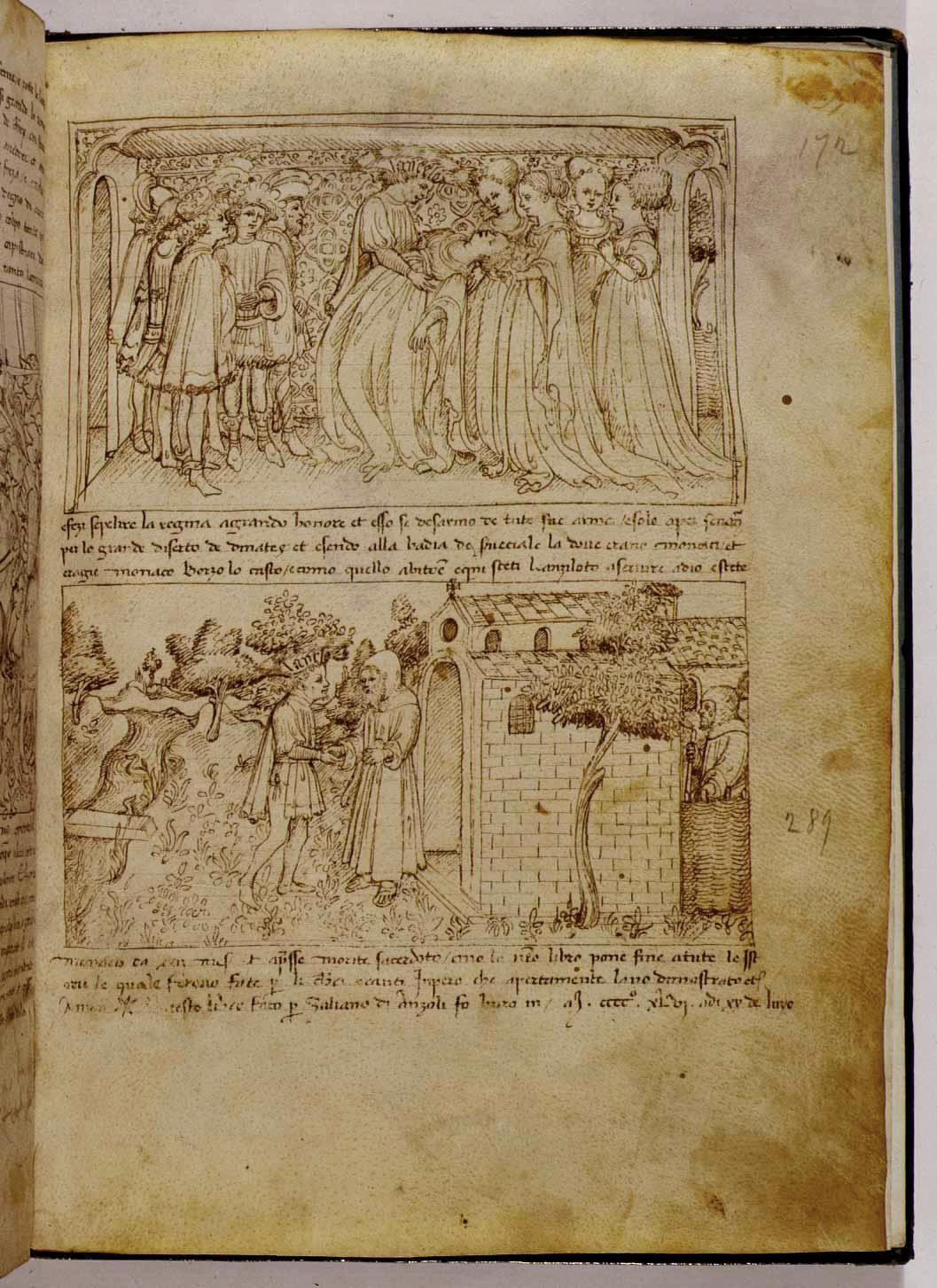
Historia di Lancillotto del Lago (Pal. 556), Biblioteca Nazionale di Firenze.
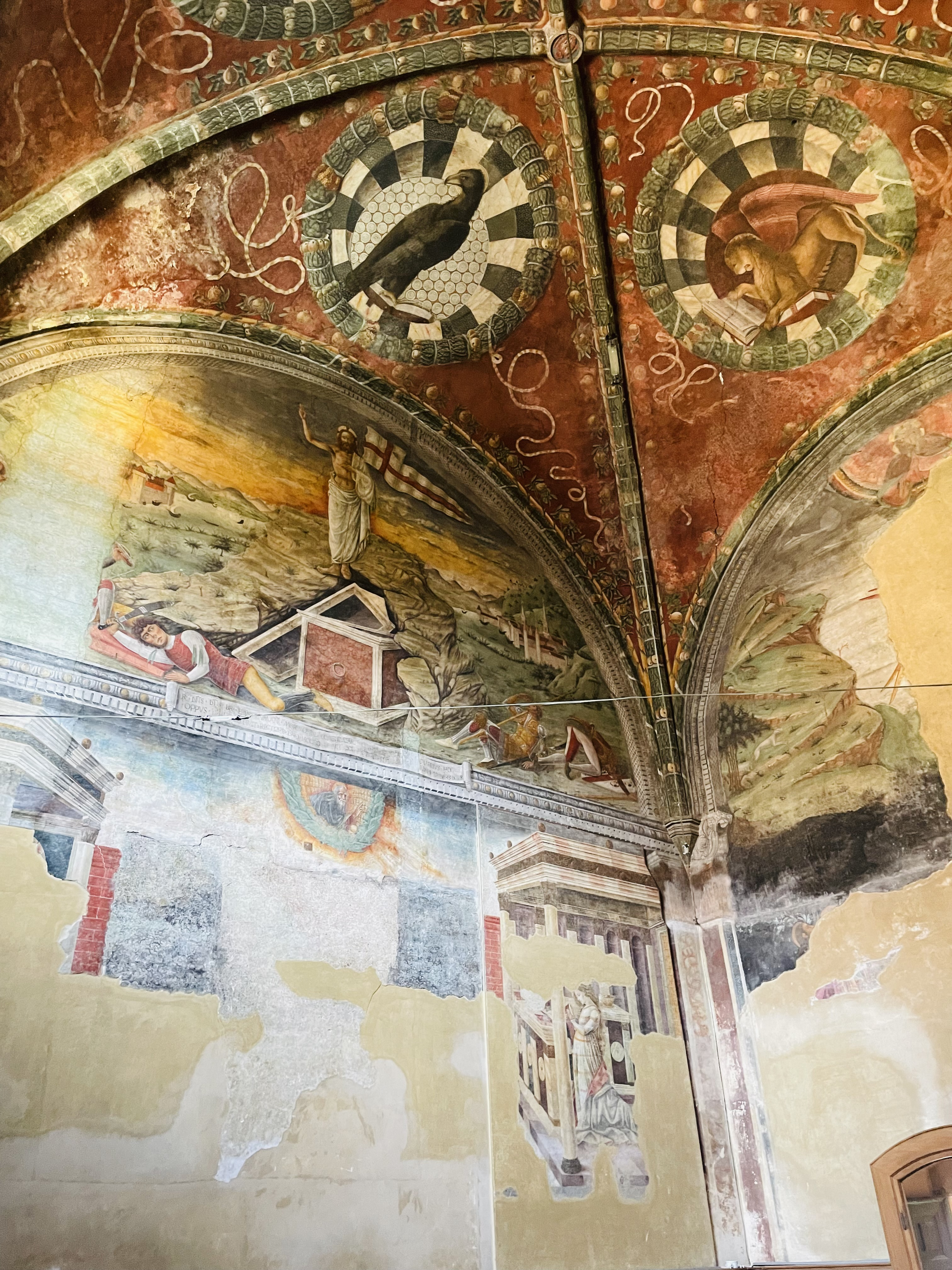
Pavia, Collegio Castiglioni Brugnatelli, affreschi della cappella, 1475.